# ケイト・キャンベル
ケイト・ナタリー・キャンベル　(Cate Natalie Campbell、1992年5月20日 - )は、マラウイ共和国ブランタイヤ出身のオーストラリア人女子競泳選手。北京・ロンドン・リオデジャネイロ・東京オリンピックで、4大会連続メダルを獲得している。ケイトと同じくオリンピック金メダリストのブロンテ・キャンベルは妹。

## 経歴

### 2008年北京オリンピック
16歳でオリンピック初出場を果たす。50m自由形・400mフリーリレーで銅メダルを獲得。100m自由形は10位に終わった。

### 2012年ロンドンオリンピック
50m自由形は準決勝敗退、100m自由形は棄権。400mフリーリレーでは第2泳者を務め、金メダルを獲得した。

### 2016年リオデジャネイロオリンピック
50m自由形では0.04秒差でメダルを逃す5位となった。100m自由形では6位に終わった。400mフリーリレーで世界新記録を樹立し、2大会連続となる金メダルを獲得した。400mメドレーリレーではアンカーとして銀メダルを獲得した。

### 2018年パンパシフィック選手権
リオオリンピックの後休養を取っていたが、復帰。パンパシフィック選手権では50m自由形・100m自由形・400mフリーリレー・400mメドレーリレー・400m男女混合メドレーリレーの五冠を達成し、復活を遂げた。

### 2020年東京オリンピック
100m自由形では銅メダルを獲得し、400mフリーリレーと400mメドレーリレーでは2冠を達成した。400mフリーリレーでは3大会連続の金メダル獲得となった。